# Китайцы в Танзании
Кита́йцы в Танза́нии проживали ещё в 1891 году. Однако, большинство китайцев в стране — следствие трёх волн миграции: в 1930-е годы возникло поселение на Занзибаре, потом в 1960-70 китайское правительство направило специалистов для развития Танзании, наконец, частные предприниматели и торговцы, которые начали вести здесь бизнес в 1990-е годы.

## История

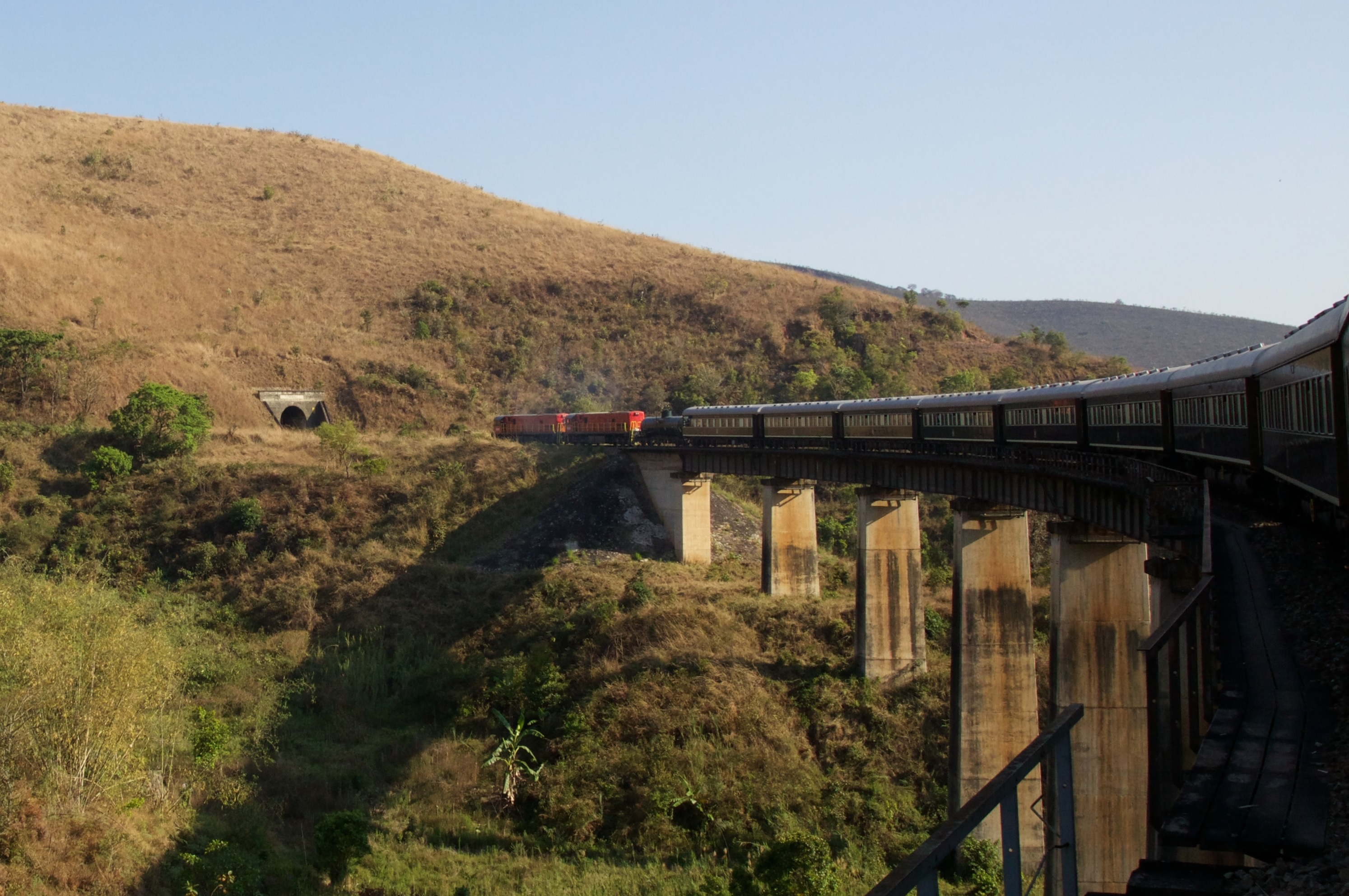
Китайские специалисты построили железную дорогу между Замбией и Танзанией.

Большинство иностранной рабочей силы в Танганьике, когда она была немецкой колонией, составляли выходцы из других частей Африки; однако было и некоторое количество китайцев. В 1891 году Германская Восточно-Африканская компания наняла 491 рабочего из Сингапура (китайского и малайского происхождения) для работы на плантациях в Усамбаре. Отдельно от этого, в 1930-е годы сообщество зарубежных китайцев начало возникать на острове Занзибар, бывшем в то время британским владением. Китайская лапша, которую они производили, стала популярным продуктом питания для местного населения, особенно на ужин ифтар, который знаменует окончание дня поста во время Рамадана.
В 1969 году, спустя несколько лет после того, как Танганьика и Занзибар получил независимость от Британской Империи и образовали единое государство Танзания, КНР согласилась предоставить финансовую и техническую помощь для строительства железной дороги ТАЗАРА, призванной дать Замбии альтернативу существующему железнодорожному маршруту через Родезию, чтобы экспортировать медную руду через порты в Танзании. Первая тысяча китайских железнодорожников приехал в Дар-эс-Салам на борту океанского лайнера Яо Хао в августе 1969 года; за ними последовали 20-30 тысяч в следующие пять лет. Китайцы всё время составляли 20-30 % работников этой железной дороги. Большинство из них вернулись домой после истечения срока работы в стране, но из-за приоритета скорого строительства местные кадры на их замены подготовлены не были, поэтому команды китайских специалистов продолжали работать на железнодорожной дороге вплоть до 2004 года. В те же годы Китай также направил советников на Занзибар для работы на другие проекты развития. Наконец, примерно 200 врачей из Цзянсу были разосланы по всей Танзании на двухлетнюю практику; положительный опыт общения населению с этими врачами стал основой популярности традиционной китайской медицины, хотя сами присланные врачи не практиковали её.
Численность китайцев продолжала снижаться; к 2008 году только двадцать китайцев оставалось в Дар-эс-Саламе, в том числе супруги из ЮАР, содержавшие китайский ресторан, и несколько бирманских китайцев. Однако позже появились новые экспаты в лице китайских предпринимателей.

## Количество
В 2000 году по статистике Департамента иммиграции Танзании рабочие визы или вид на жительство были выданы всего 239 гражданам Китая, что делает их одной из малочисленных групп иностранцев в стране. Тем не менее, Китайское государственное информационное агентство Синьхуа сообщило, что в 2008 году 10 000 китайцев живут в Танзании.
В январе 2013 года посол Китая в Танзании упомянул, что более 30 000 китайцев живёт в Танзании.

## Бизнес и занятость
Китайские эмигранты новой волны в 1990-х годах изначально приехали в Танзанию с намерением работать в более типичных отраслях, таких как строительство, текстильная промышленность или производство продуктов питания. Тем не менее, новые возможности для эмигрантов открылись в связи с призывом Всемирной организации здравоохранения приватизировать систему здравоохранения в Танзании; несмотря на отсутствие профильного образования, многие китайцы взялись за организацию клиник традиционной китайской медицины, первая из которых была открыта в 1996 году. Квалифицированные специалисты приехали позже, а в начале 2000-х годов большинство учились в процессе работы.